# OdNowa RP
OdNowa Rzeczypospolitej Polskiej (OdNowa RP) – polskie stowarzyszenie polityczne o charakterze centroprawicowym. Zostało utworzone przez byłych działaczy Porozumienia, wspierających politykę partii Prawo i Sprawiedliwość po przejściu Porozumienia do opozycji. Liderem formacji jest Marcin Ociepa.
Według Marcina Ociepy, „pięcioma najważniejszymi priorytetami OdNowy są bezpieczeństwo, ekonomia, samorządność, polityka europejska i zdrowotna, ze szczególnym uwzględnieniem problemów młodszego pokolenia”.

## Historia
11 sierpnia 2021 partia Porozumienie ogłosiła wystąpienie z koalicji rządzącej – którą tworzyła wraz z PiS, Solidarną Polską i Partią Republikańską – w wyniku odwołania z rządu jej prezesa, wicepremiera Jarosława Gowina. Zadeklarowała jednocześnie opuszczenie klubu parlamentarnego PiS i powołanie własnego koła parlamentarnego. Pięcioro posłów Porozumienia będących wiceministrami ogłosiło wówczas podanie się do dymisji. Tego samego dnia jednak Marcin Ociepa (wiceprezes Porozumienia) wystąpił z partii. Odeszli z niej także inni posłowie – dzień później Wojciech Murdzek i Grzegorz Piechowiak (wraz z nimi Porozumienie przestała reprezentować także bezpartyjna posłanka Anna Dąbrowska-Banaszek, w ówczesnej kadencji wiceprzewodnicząca klubu PiS), a po kolejnych pięciu dniach Andrzej Gut-Mostowy. Ostatecznie z funkcji wiceministerialnej odwołana została jedynie Iwona Michałek (pozostając w Porozumieniu), a pozostali posłowie (Marcin Ociepa, Wojciech Murdzek, Grzegorz Piechowiak i Andrzej Gut-Mostowy) zachowali stanowiska rządowe, pozostając w klubie parlamentarnym PiS. 3 września tego samego roku powołali oni wraz z innymi byłymi politykami Porozumienia – Anną Dąbrowską-Banaszek, jej synem Jakubem Banaszkiem (prezydentem Chełma) i senatorem Tadeuszem Kopciem – stowarzyszenie OdNowa Rzeczypospolitej Polskiej, na czele którego stanął Marcin Ociepa. Tadeusz Kopeć półtora miesiąca później przystąpił do Partii Republikańskiej – pozostając w stowarzyszeniu. Formalną umowę z Prawem i Sprawiedliwością OdNowa RP podpisała 28 października 2021. Stowarzyszenie zostało zarejestrowane 10 grudnia tego samego roku. Związali się z nim także kolejni byli działacze Porozumienia – m.in. Krzysztof Ciecióra (II wicewojewoda łódzki, następnie wiceminister rolnictwa i rozwoju wsi), Maciej Bieniek (były II wicewojewoda wielkopolski), Beata Maszewska (jego następczyni na tej funkcji), Tomasz Witkowski (powołany na stanowisko wicewojewody opolskiego), Dariusz Polowy (prezydent Raciborza) oraz radni sejmików: Rafał Sobolewski (kujawsko-pomorskie), Renata Janik (świętokrzyskie) i Łucja Zielińska (wielkopolskie, współpracownica posła Grzegorza Piechowiaka), a także początkowo były polityk Nowoczesnej Zbigniew Chojecki (radny sejmiku zachodniopomorskiego).
W wyniku wyborów parlamentarnych w 2023 OdNowa RP, startując z list PiS, utrzymała pięcioosobowy stan posiadania w Sejmie. O reelekcję nie ubiegał się Wojciech Murdzek. Mandaty otrzymali pozostali posłowie stowarzyszenia (Marcin Ociepa, Anna Dąbrowska-Banaszek, Grzegorz Piechowiak i Andrzej Gut-Mostowy) oraz Krzysztof Ciecióra. Działacze OdNowy RP zasiedli ponownie w klubie PiS, którego wiceprzewodniczącym został Marcin Ociepa. Bliską współpracę z OdNową podjęła także przedstawicielka stowarzyszenia Polskie Sprawy, posłanka klubu PiS Agnieszka Ścigaj.
W wyborach samorządowych w 2024 kandydaci OdNowy RP częściowo ponownie startowali z ramienia komitetu Prawa i Sprawiedliwości, częściowo stowarzyszenie wystartowało samodzielnie (jego komitet wystawił bez powodzenia kandydatów do rad 3 gmin, rady powiatu pilskiego i na prezydenta Piły), powołano także m.in. związany z nim KWW Marcina Ociepy – Silny Region (który wystawił kandydatów do rady powiatu opolskiego oraz na burmistrza i do rady miejskiej Niemodlina). Z list PiS Renata Janik i Małgorzata Toborek-Gusta uzyskały mandaty w sejmiku świętokrzyskim, Renata Janik została następnie wybrana na marszałka województwa (w październiku tego samego roku została ona członkinią PiS). Jako radną związaną z OdNową wskazano także należącą do PiS Ewę Kozanecką w sejmiku kujawsko-pomorskim. Na niższych szczeblach 10 kandydatów związanych z OdNową zdobyło mandaty w radach powiatów, a 21 w radach miast i gmin. Startujący z własnego komitetu z poparciem PiS Jakub Banaszek został ponownie wybrany na prezydenta Chełma. 3 kandydatów związanych z OdNową zostało wybranych na burmistrzów i 1 na wójta. Także startujący z własnego komitetu z poparciem PiS Krzysztof Ciecióra zajął 3. miejsce w wyborach na prezydenta Radomska, startujący z ramienia OdNowy (w konkurencji do PiS) Tomasz Słoboda zajął ostatnie (7.) miejsce w wyborach na prezydenta Piły, a startujący z własnego komitetu z poparciem PiS Dariusz Polowy nie został ponownie wybrany na prezydenta Raciborza, przegrywając w II turze.
W wyborach do Parlamentu Europejskiego w tym samym roku z listy PiS startowała bez powodzenia Anna Dąbrowska-Banaszek (podobnie jak Ewa Kozanecka). Jesienią tego samego roku prezydent Chełma Jakub Banaszek zrezygnował z działalności w stowarzyszeniu, natomiast w kwietniu 2025 przystąpiła do niego formalnie posłanka Agnieszka Ścigaj.

## Założenia programowe
Zgodnie z postulatami zaprezentowanymi 27 marca 2022 podczas I zjazdu krajowego OdNowy RP, stowarzyszenie zbudowało program wokół czterech głównych filarów: pakiet dla bezpieczeństwa, samorządność, przedsiębiorczość i zdrowie. W późniejszym okresie liderzy stowarzyszenia zaprezentowali również dokument programowy pt. „Wstęp do Przeglądu Strategicznego Państwa”, który skupiał postulaty w ramach trzech obszarów: bezpieczeństwo i polityka zagraniczna, samorząd oraz gospodarka.

## Działacze

### Zarząd[25][26][22]
Prezes:
- Marcin Ociepa

Wiceprezesi:
- Anna Dąbrowska-Banaszek
- Andrzej Gut-Mostowy
- Wojciech Murdzek
- Grzegorz Piechowiak

Pozostali członkowie:
- Krzysztof Ciecióra
- Agnieszka Ścigaj

### Parlamentarzyści
| Posłowie X kadencji |
| --- |
| |
| - Anna Dąbrowska-Banaszek - Krzysztof Ciecióra - Andrzej Gut-Mostowy - Marcin Ociepa - Grzegorz Piechowiak - Agnieszka Ścigaj (od 2 kwietnia 2025) |

Wszyscy posłowie OdNowy RP zostali wybrani w 2023 z list Prawa i Sprawiedliwości i zasiadają w klubie parlamentarnym tej partii.
| Posłowie IX kadencji |
| --- |
| |
| - Anna Dąbrowska-Banaszek - Andrzej Gut-Mostowy – sekretarz stanu w Ministerstwie Sportu i Turystyki - Wojciech Murdzek – sekretarz stanu w Ministerstwie Edukacji i Nauki - Marcin Ociepa – sekretarz stanu w Ministerstwie Obrony Narodowej - Grzegorz Piechowiak – sekretarz stanu w Ministerstwie Rozwoju i Technologii |

| Senator X kadencji                     |
| -------------------------------------- |
|                                        |
| - Tadeusz Kopeć (Partia Republikańska) |

Wszyscy parlamentarzyści OdNowy RP zostali wybrani w 2019 z list Prawa i Sprawiedliwości jako kandydaci Porozumienia i zasiadali w klubie parlamentarnym PiS.